# Toxolasma lividus
Toxolasma lividus är en musselart som först beskrevs av Rafinesque 1831.  Toxolasma lividus ingår i släktet Toxolasma och familjen målarmusslor. Inga underarter finns listade i Catalogue of Life.